# 고헌산
고헌산(高獻山)은 울산광역시 울주군에 있는 1034.1m, 낙동정맥과 영남알프스의 산이다. 정상좌표는 35.6416997N, 129.0886399E. 고헌산 북쪽의 울주군 상북면 소호리 일원에는 밀양강의 최장 발원지가 있다.
언양현의 진산(鎭山)으로, 현재도 울산광역시의 진산으로 인식되고 있다. 고헌산의 옛 이름은 고언산, 고언뫼로, ‘높은 산’이라는 뜻이다.

## 같이 보기
- 한국의 산
- 영남알프스
- 낙동정맥